# Stephan Weil
Stephan Weil (født 15. december 1958 i Hamborg) er en tysk politiker, der er den nuværende ministerpræsident i Niedersachsen, valgt for SPD. Han er desuden partiets formand i delstaten Niedersachsen. 
Weil er uddannet juridisk kandidat fra Georg-August-Universität Göttingen og har blandt andet arbejdet i Niedersachsens justitsministerium. Fra 2006 til 2013 var han overborgmester i Hannover, og siden 2012 tillige formand for SPD i Niedersachsen. Ved delstatsvalget 20. januar 2013 var Weil spidskandidat, og idet SPD sammen med Bündnis 90/Die Grünen opnåede flertal i landdagen, blev han valgt som ministerpræsident i landdagen den 19. februar 2013.